# Walden (Vermont)
Walden és una població dels Estats Units a l'estat de Vermont. Segons el cens del 2000 tenia 782 habitants.

## Demografia
Segons el cens del 2000, Walden tenia 782 habitants, 301 habitatges, i 219 famílies. La densitat de població era de 7,8 habitants per km².
Dels 301 habitatges en un 39,5% hi vivien nens de menys de 18 anys, en un 58,5% hi vivien parelles casades, en un 12% dones solteres, i en un 27,2% no eren unitats familiars. En el 22,9% dels habitatges hi vivien persones soles el 7,6% de les quals corresponia a persones de 65 anys o més que vivien soles. El nombre mitjà de persones vivint en cada habitatge era de 2,6 i el nombre mitjà de persones que vivien en cada família era de 3,04.
Per edats la població es repartia de la següent manera: un 28,5% tenia menys de 18 anys, un 6,1% entre 18 i 24, un 30,1% entre 25 i 44, un 25,4% de 45 a 60 i un 9,8% 65 anys o més.
L'edat mediana era de 36 anys. Per cada 100 dones de 18 o més anys hi havia 99,6 homes.
La renda mediana per habitatge era de 37.500 $ i la renda mediana per família de 40.625 $. Els homes tenien una renda mediana de 29.625 $ mentre que les dones 21.875 $. La renda per capita de la població era de 17.253 $. Entorn del 5,4% de les famílies i el 7,8% de la població estaven per davall del llindar de pobresa.